# Gare de Montroc-le-Planet
La gare de Montroc-le-Planet  est une gare ferroviaire française de la ligne de Saint-Gervais-les-Bains-Le Fayet à Vallorcine (frontière), située au hameau de Montroc, sur le territoire de la commune de Chamonix-Mont-Blanc, dans le département de la Haute-Savoie en région Auvergne-Rhône-Alpes.
C'est une halte ferroviaire de la Société nationale des chemins de fer français (SNCF), desservie par des trains TER Auvergne-Rhône-Alpes.

## Situation ferroviaire
La gare de Montroc-le-Planet est située au point kilométrique (PK) 29,497 de la ligne de Saint-Gervais-les-Bains-Le Fayet à Vallorcine (frontière), entre les gares d'Argentière et du Buet. Son altitude est de 1 365 mètres.
Elle est située à l'extrémité sud du tunnel des Montets. C'est dans ce tunnel, d'une longueur de 1 883 m, que se trouve le point culminant de la ligne à 1 386 m d'altitude.

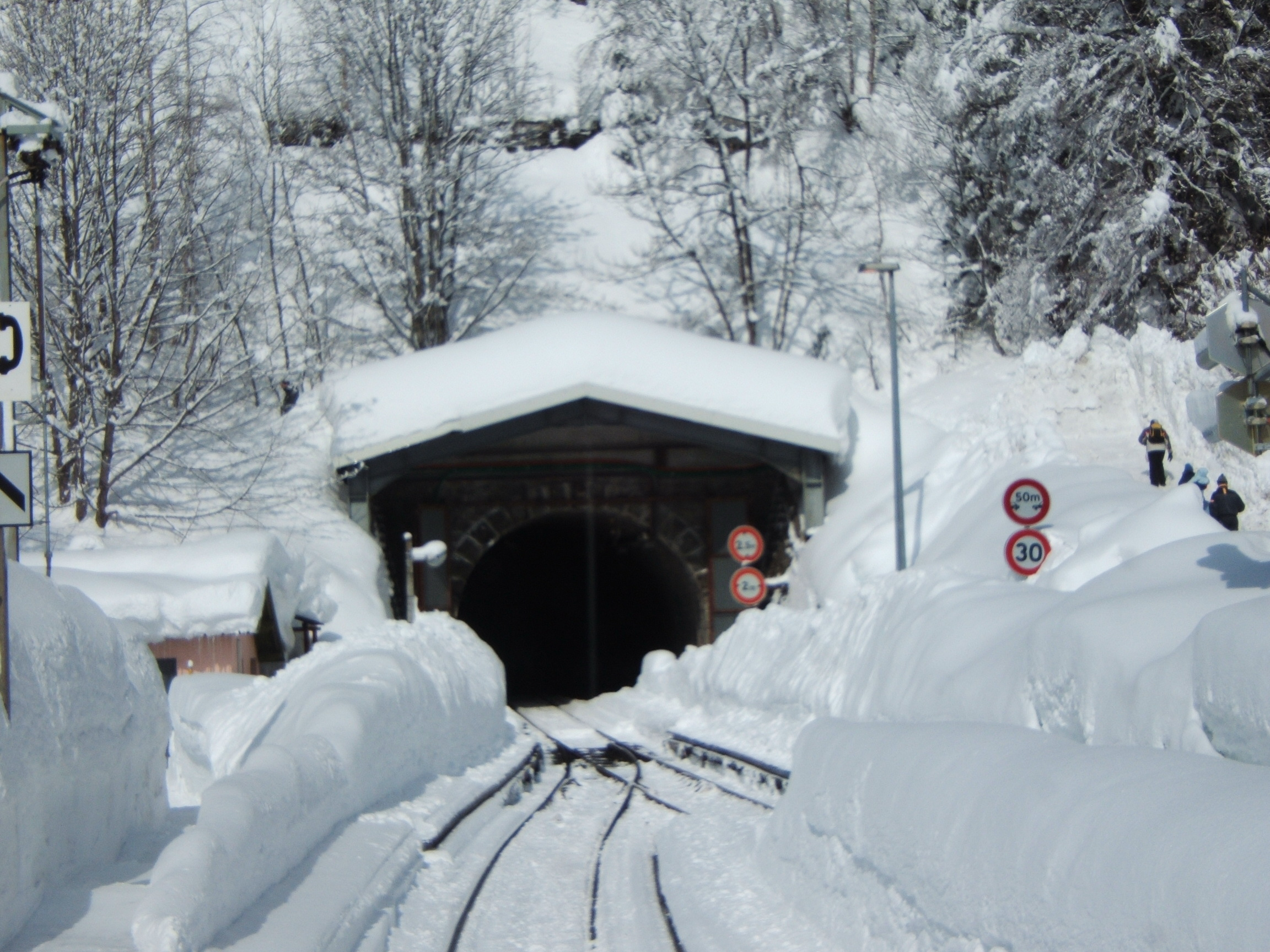
Entrée sud du tunnel des Montets.

## Service voyageurs

### Accueil
Halte SNCF, c'est un point d'arrêt non géré (PANG) à entrée libre.

### Desserte
Montroc-le-Planet est desservie par des trains de la SNCF et de la région Auvergne-Rhône-Alpes qui assurent des services TER Auvergne-Rhône-Alpes entre les gares de Saint-Gervais-les-Bains-Le Fayet et de Vallorcine.

### Intermodalité
Un parking pour les véhicules est aménagé.

## Galerie de photos

Vues de la gare
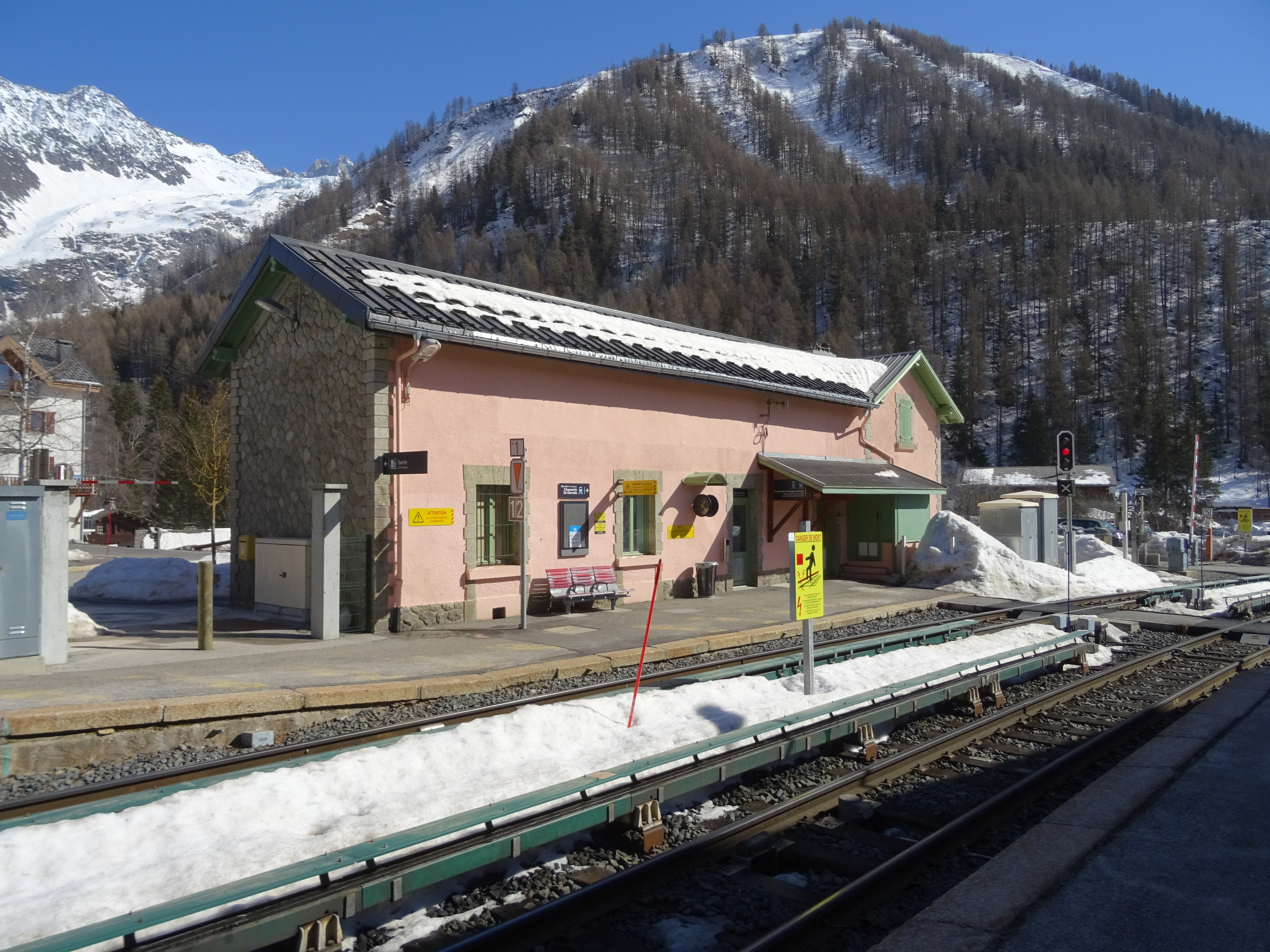
Le bâtiment voyageurs vu depuis le quai situé le long de la voie B.
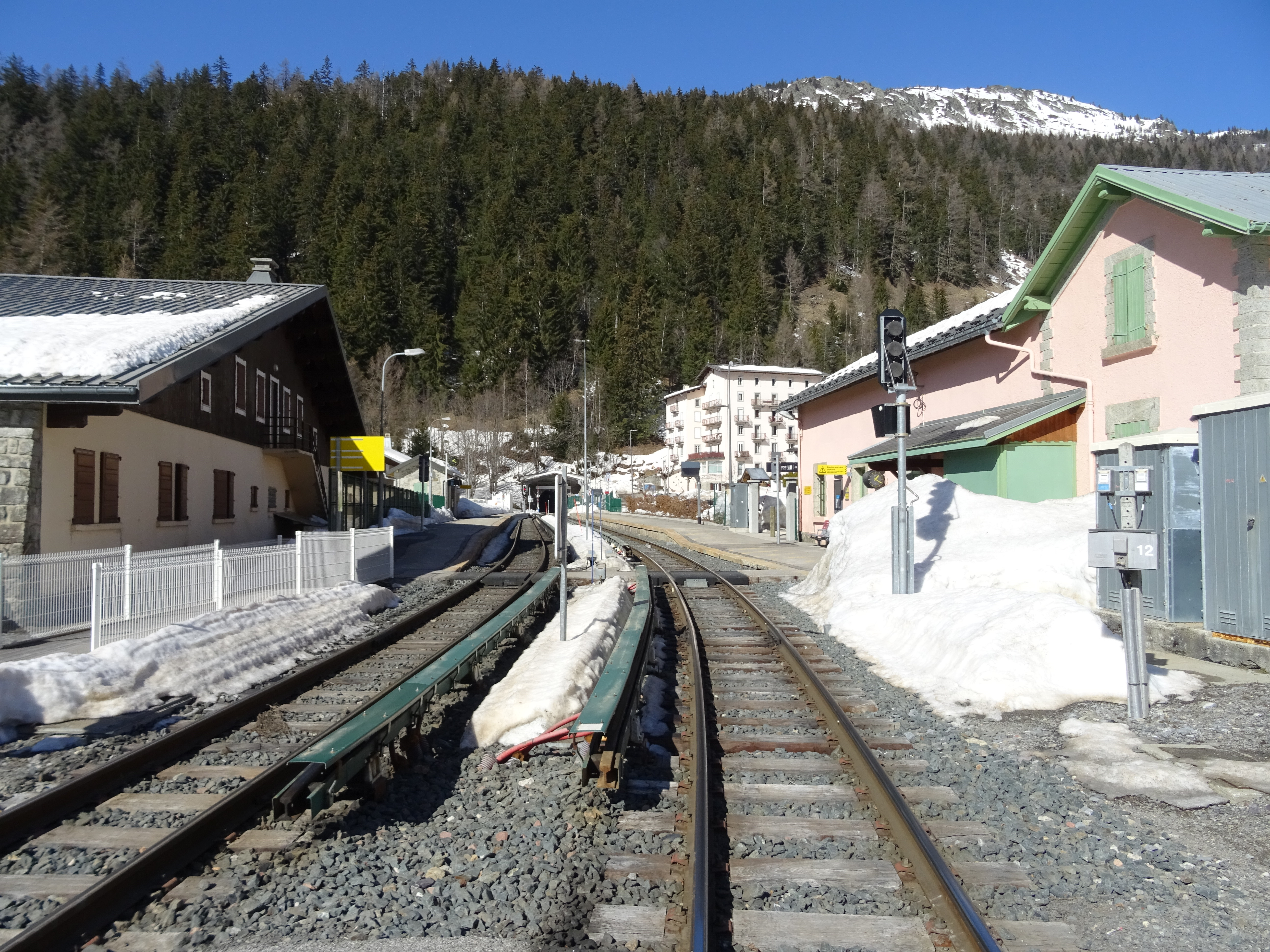
Les voies vues depuis le passage à niveau situé en aval de la gare.
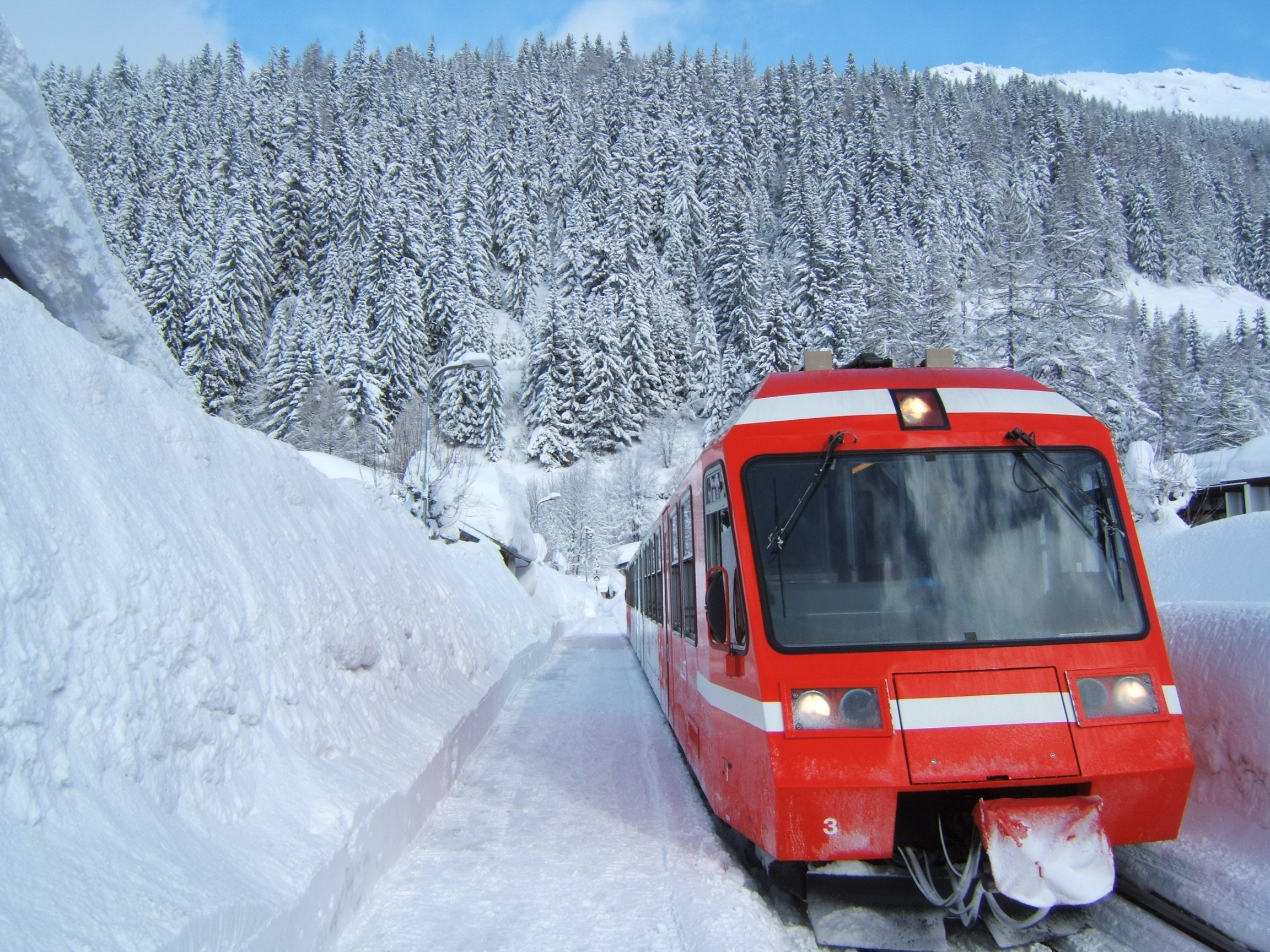
Z 800 à quai voie A un jour de fort enneigement.
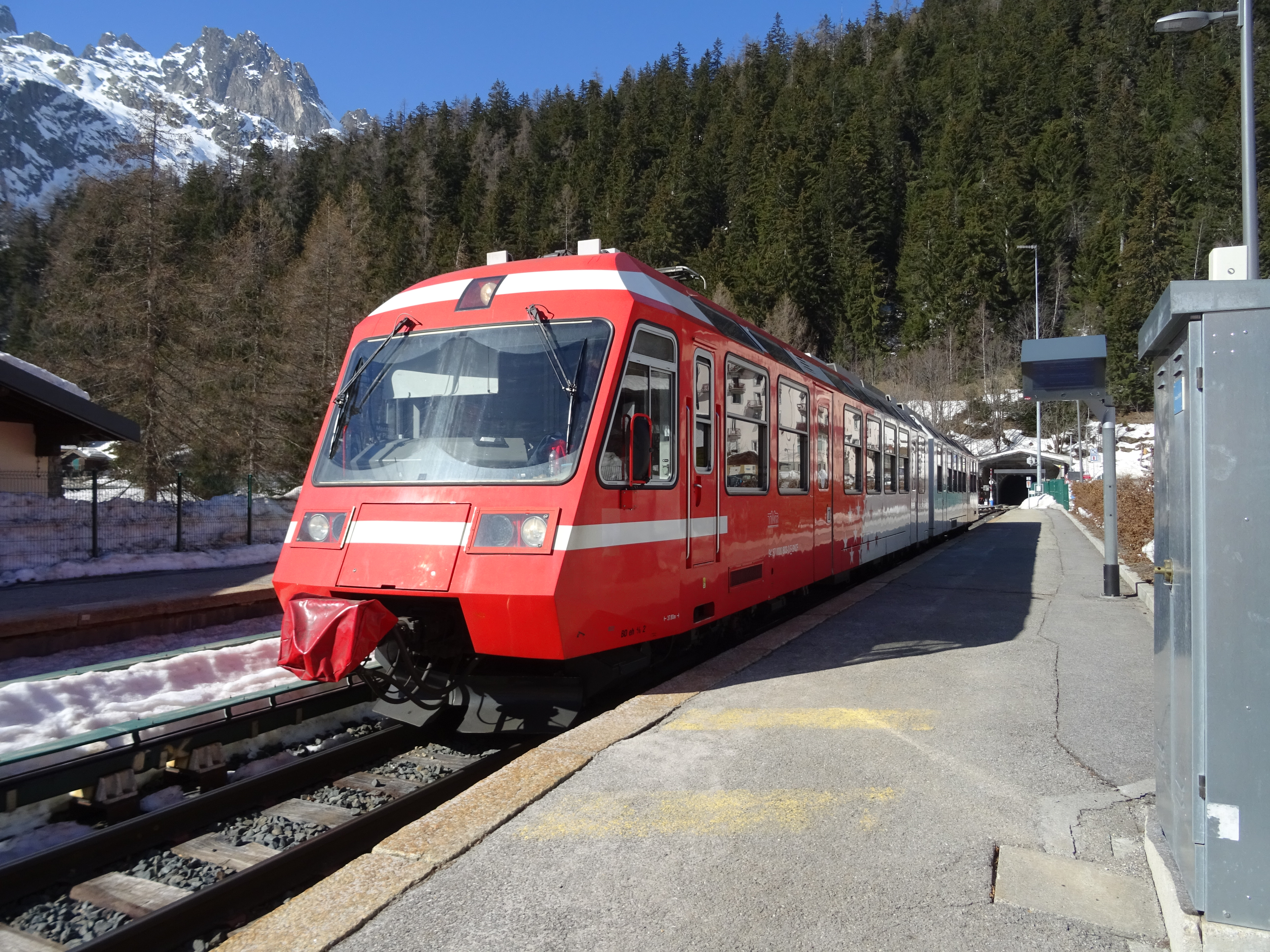
Z 800 à quai voie A assurant un TER pour Saint-Gervais-les-Bains-Le Fayet.
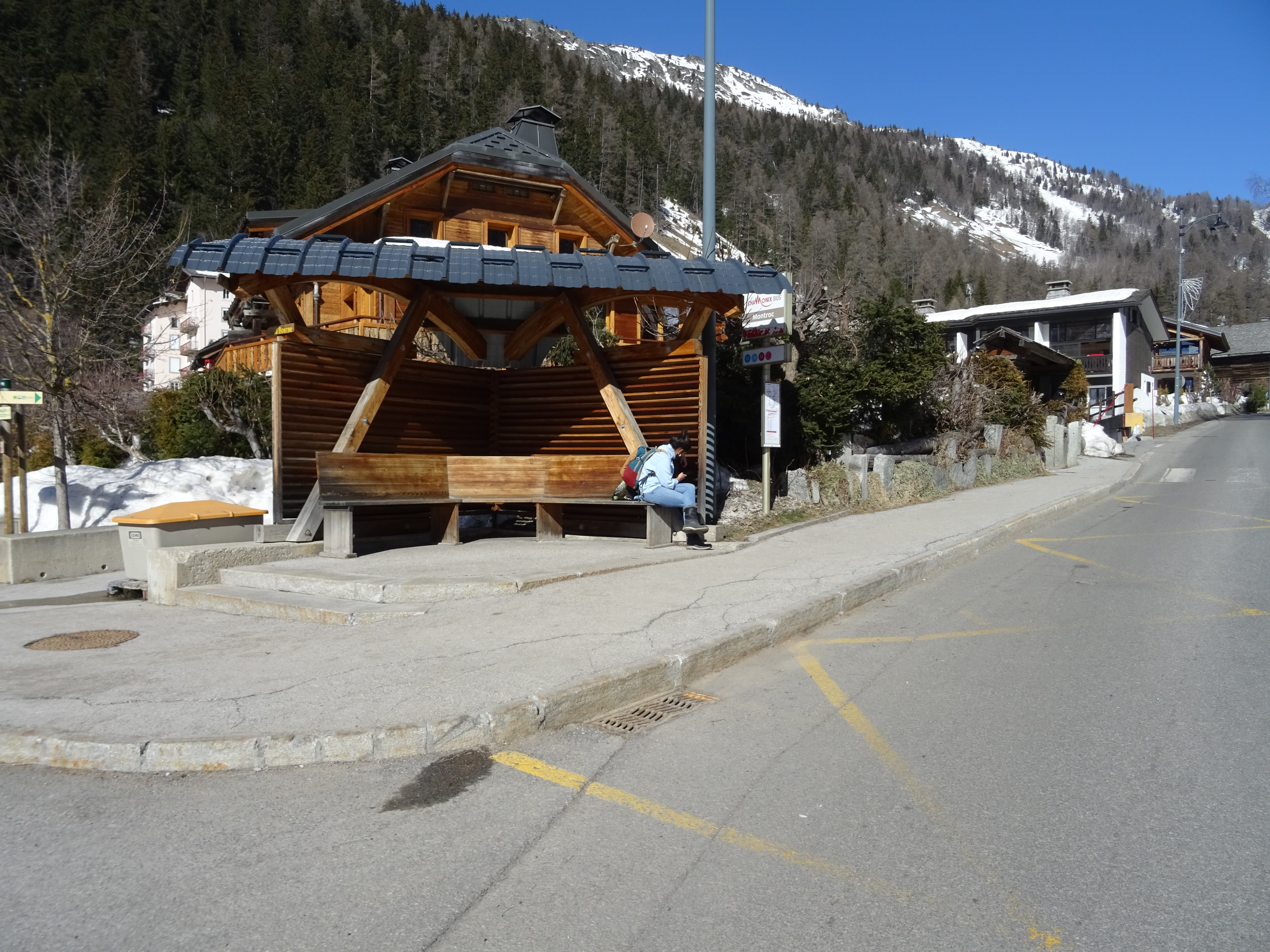
L'aubette de l'arrêt de la gare du réseau Chamonix Bus, situé en bordure de la route de Montroc.